# ديلنيا شجيرية
ديلنيا شجيرية (الاسم العلمي:Dillenia suffruticosa) هي نوع من النباتات يتبع جنس الديلنيا من الفصيلة الديلنية.